# Uncertain Glory
Uncertain Glory (lit. ‘Glòria incerta’) és una pel·lícula estatunidenca dirigida per Raoul Walsh estrenada el 1944.

## Argument
Jean Picard, un criminal francès que ha de ser executat, és salvat fortuïtament per un bombardeig alemany. El tren que el porta és sabotejat per la Resistència i els alemanys exigeixen el culpable, sinó afusellaran els ostatges. Jean Picard es denunciarà a suggeriment de la policia per tal de redimir-se.

## Repartiment
- Errol Flynn: Jean Picard
- Paul Lukas: Inspector Marcel Bonet
- Lucile Watson: La Sra. Maret
- Faye Emerson: Louise
- Douglass Dumbrille: Policia comissionista LaFarge